# Arrondissement Elberfeld
Das Arrondissement Elberfeld war eine Verwaltungseinheit im Großherzogtum Berg unter französischer Herrschaft zwischen den Jahren 1808 und 1813. Es umfasste das Gebiet der bergischen Ämter Elberfeld, Barmen, Beyenburg, Solingen und Bornefeld, sowie Teile der Ämter Steinbach und Miselohe.

## Hintergrund
Das Herzogtum Berg gehörte zuletzt aufgrund von Erbfällen zum Besitz Königs Maximilian I. Joseph von Bayern. Am 15. März 1806 trat er das Herzogtum Berg an Napoleon Bonaparte im Tausch gegen das Fürstentum Ansbach ab. Dieser übereignete das Herzogtum an seinen Schwager Joachim Murat, der es am 24. April 1806 zusammen mit den rechtsrheinischen Grafschaften Mark, Dortmund, Limburg, dem nördlichen Teil des Fürstentums Münster, aus den Grafschaften Bentheim (mit der Herrlichkeit Lage), Horstmar, Steinfurt, Rheina-Wolbeck, Tecklenburg und Lingen zum Großherzogtum Berg vereinte.
Bald nach der Übernahme begann die französische Verwaltung, die sich zum Großteil aus sachkundigen heimischen Verwaltungsfachleuten zusammensetzte, im Großherzogtum neue und moderne Verwaltungsstrukturen nach französischem Vorbild einzuführen. Bis zum 3. August 1806 ersetzte und vereinheitlichte diese Kommunalreform die alten bergischen Ämter und Herrschaften. Sie sah die Schaffung von Kantonen (Distrikten, Kreisen) und Munizipalitäten (Bürgermeistereien) nach preußischem Muster vor und brach mit den alten Adelsvorrechten in der Kommunalverwaltung. Am 14. November 1808 war dieser Prozess nach einer Neuordnung der ersten Strukturierung von 1806 abgeschlossen, die altbergischen Honschaften und Bauerschaften blieben dabei häufig erhalten und wurden als Landgemeinden den jeweiligen Mairies eines Kantons zugeordnet. Bei der Neustrukturierung wurde auf Anordnung von Napoleon das französische Präfektursystem mit Départements (Präfekturen) und Arrondissements (Unterpräfekturen) eingeführt und die Munizipalitäten formal in Mairies umgewandelt. Dabei wurde das Arrondissement Elberfeld im Département Rhein geschaffen.
1813 zogen die Franzosen nach der Niederlage in der Völkerschlacht bei Leipzig aus dem Großherzogtum ab und es fiel ab Ende 1813 unter die provisorische Verwaltung durch Preußen im sogenannten Generalgouvernement Berg. Mit Bildung der preußischen Provinz Jülich-Kleve-Berg 1816 wurden die vorhandenen Verwaltungsstrukturen im Großen und Ganzen zunächst beibehalten und unter Beibehaltung der französischen Grenzziehungen in preußische Landkreise, Bürgermeistereien und Gemeinden umgewandelt, die häufig bis in das 20. Jahrhundert Bestand hatten.

## Unterpräfekten
Als Unterpräfekten des Arrondissement wurde von 1809 bis 1810  Moritz von Untzer eingesetzt, ihm folgten von 1810 bis 1813 Schleicher und ab 1813 Theodor Graf von Seyssel d’Aix, der auch nach dem Übergang an Preußen Landrat des Kreises Elberfeld blieb.

## Unterteilung
Das Arrondissement war in sieben Kantone (Landkreise) unterteilt (Einwohnerzahl Stand 14. November 1808):
- Kanton Elberfeld (18.071 Einwohner) mit den Gemeinden
  - Stadt Elberfeld
  - Alle weiteren Orte des Kirchspiels Elberfeld
  - Dorf Sonnborn
- Kanton Barmen (14.304 Einwohner) mit den Gemeinden
  - Stadt Barmen
  - Alle Orte der Kirchspiele Oberbarmen und Unterbarmen
- Kanton Ronsdorf (12.737 Einwohner) mit den Gemeinden
  - Stadt Ronsdorf
  - Alle Orte des Kirchspiels Ronsdorf
  - Kirchspiel Cronenberg
  - Dorf Remscheid
  - Alle weiteren Orte des Kirchspiels Remscheid
- Kanton Lennep (15.431 Einwohner) mit den Gemeinden
  - Stadt Lennep
  - Außenbürgerschaft Lennep
  - Dorf Beyenburg
  - Dorf Lüttringhausen
  - Honschaft Hohenhagen
  - Honschaft Garschagen
  - Honschaft Walbrecken
  - Stadt Radevormwald
  - Alle weiteren Orte des Kirchspiels Radevormwald
  - Kirchspiel Remlingrade
  - Dorf Hückeswagen
  - Kirchspiel Hückeswagen
    - Honschaft Berghausen
    - Honschaft Herdingsfeld
    - Honschaft Lüdorf
    - Große Honschaft
- Kanton Wipperfürth (10.113 Einwohner) mit den Gemeinden
  - Stadt Wipperfürth
  - Alle weiteren Orte des Kirchspiels Wipperfürth
  - Dorf Wipperfeld
  - Honschaft Schneppen
  - Honschaft Schwarzen
  - Honschaft Olpe
  - Honschaft Berg
  - Honschaft Dierdorf
  - Oberhonschaft (Kürten)
  - Honschaft Breybach
  - Honschaft Kollenbach
  - Honschaft Engelsdorf
  - Honschaft Bechen
  - Zehn Herrschaften
- Kanton Wermelskirchen (9.580 Einwohner) mit den Gemeinden
  - Dorf Wermelskirchen und Dorfhonschaft Wermelskirchen
  - Alle weiteren Orte des Kirchspiels Wermelskirchen
    - Niederhonschaft Wermelskirchen
    - Oberhonschaft Wermelskirchen

  - Kirchspiel Dhünn
  - Kirchspiel Dabringhausen
  - Freiheit Burg an der Wupper
  - Fünfzehnhöfe
- Kanton Solingen (16.235 Einwohner) mit den Gemeinden
  - Stadt Solingen
    - Honschaft Dorp
    - Honschaft Balkhausen
    - Honschaft Widdert
    - Honschaft Höhscheid
    - Honschaft Katternberg
    - Honschaft Hackhausen
    - Honschaft Rupelrath
    - Honschaft Itter
    - Honschaft Gräfrath
    - Honschaft Ketzberg
    - Honschaft Scheid
    - Honschaft Limminghoven
    - Honschaft Bavert
    - Honschaft Barl
    - Honschaft Schnittert

  - Fünfzehn Herrschaften

Das ganze Arrondissement (96.471 Einwohner) enthielt in sieben Kantone insgesamt 56 Gemeinden, sieben Städte, fünfzehn Dörfer, 33 Herrschaften, fünfzehn besondere Höfe und eine Freiheit.